# Atromitos Pireo
El Atromitos Pireo es un equipo de fútbol de Grecia que juega en la Primera Liga de Pireo, una de las ligas regionales que conforman la cuarta división de fútbol en el país.

## Historia
Fue fundado en el año 1926 en la ciudad de Kaminia en Pireo por los habitantes de la ciudad antes de iniciar la Segunda Guerra Mundial y durante la ocupación alemana en Grecia.
A finales de la década e los años 1950s el club vivió uno de sus mejores momentos, el cual fue ganar el título de la Beta Ethniki en la temporada de 1959/60 y lograr el ascenso a la superliga de Grecia por primera vez en su historia.
Su estancia en la máxima categoría fue corta, ya que terminaron en último lugar entre 16 equipos y descendieron a la segunda división.

## Palmarés
- Football League: 1

1959-60
- Delta Ethniki: 1

1980-81
- Pireaus Championship: 3

1959-60, 1995–96, 2004–05
- Pireaus Cup: 4

1987-88, 1999-00, 2004–05, 2011-12